# Майзукс, Александр Донатович
Александр Майзукс (латыш. Aleksandrs Maizuks; 25 сентября 1928, Рига — 9 марта 2000, там же) — советский латвийский актёр. Заслуженный артист Латвийской ССР (1981).

## Биография
Родился в 1928 году в Риге. Окончил театральный институт.
в 1950—1957 годах — актёр Лиепайского театра.
С 1958 года — актёр Государственного театра юного зрителя Латвийской ССР.
В 1981 году присвоено звание Заслуженный артист Латвийской ССР.
Умер в 2000 году в Риге, похоронен на Лесном кладбище.

## Фильмография
- 1981 — Следствием установлено —  докер
- 1980 — Долгая дорога в дюнах — сотрудник тайной полиции (нет в титрах)
- 1975 — Наперекор судьбе — эпизод
- 1973 — Ключи от города — Бергманис
- 1967 — Весна на Одере — эпизод
- 1965 — Я всё помню, Ричард — эпизод